# Ferran Tomàs d'Àustria
Ferran Tomàs d'Àustria (Madrid, 21 de desembre de 1658–ibídem, 23 d'octubre de 1659) va ser un infant d'Espanya mort de forma prematura.
Quart fill de Felip IV de Castella i de la seva segona esposa, Maria Anna d'Àustria, va néixer l'any següent al del príncep Felip Pròsper, primer fill mascle de la parella reial, i el primer del rei després de la mort de Baltasar Carles el 1646, fruit del seu primer matrimoni. Va néixer el 21 de desembre, dia de l'apòstol Tomàs, raó per la qual va ser anomenat Ferran Tomàs. El seu naixement va ser molt celebrat, perquè el seu germà Felip era un nen poc robust i malaltís. Però de fet, ambdós eren nens malaltissos, i pel que sembla, enmig de les negociacions de la Pau dels Pirineus (1659), aquest fet va fer decantar l'interès dels francesos de casar al rei Lluís XIV amb la infanta Maria Teresa d'Àustria, la filla gran de Felip IV. I, efectivament, a la fi Ferran no va sobreviure gaire, va morir abans que el seu germà, el 23 d'octubre de 1659 sense arribar a complir un any de vida. Va ser enterrat a la cripta dels infants del monestir de San Lorenzo de El Escorial el 25 d'octubre. Dos anys després de la mort de l'infant, el 1661, moment en què també havia mort Felip Pròsper, va néixer el darrer dels fills del monarca, el futur Carles II.